# Bengálská súba
Bengalská súba (bengálsky মোগল বাংলা), běžně také jako Bengálské knížectví (někdy hovorově „mughalské Bengálsko“), byla mezi 16. a 18. stoletím největší provincie (súba) Mughalské říše, která zahrnovala velkou část Bengálska jako jsou moderní Bangladéš a indický stát Západní Bengálsko. Mughalské provincii vládl dědičný vládce zvaný naváb Bengálska (někdy titulován také jako naváb Bengálska, Biháru a Urísy).

## Historie

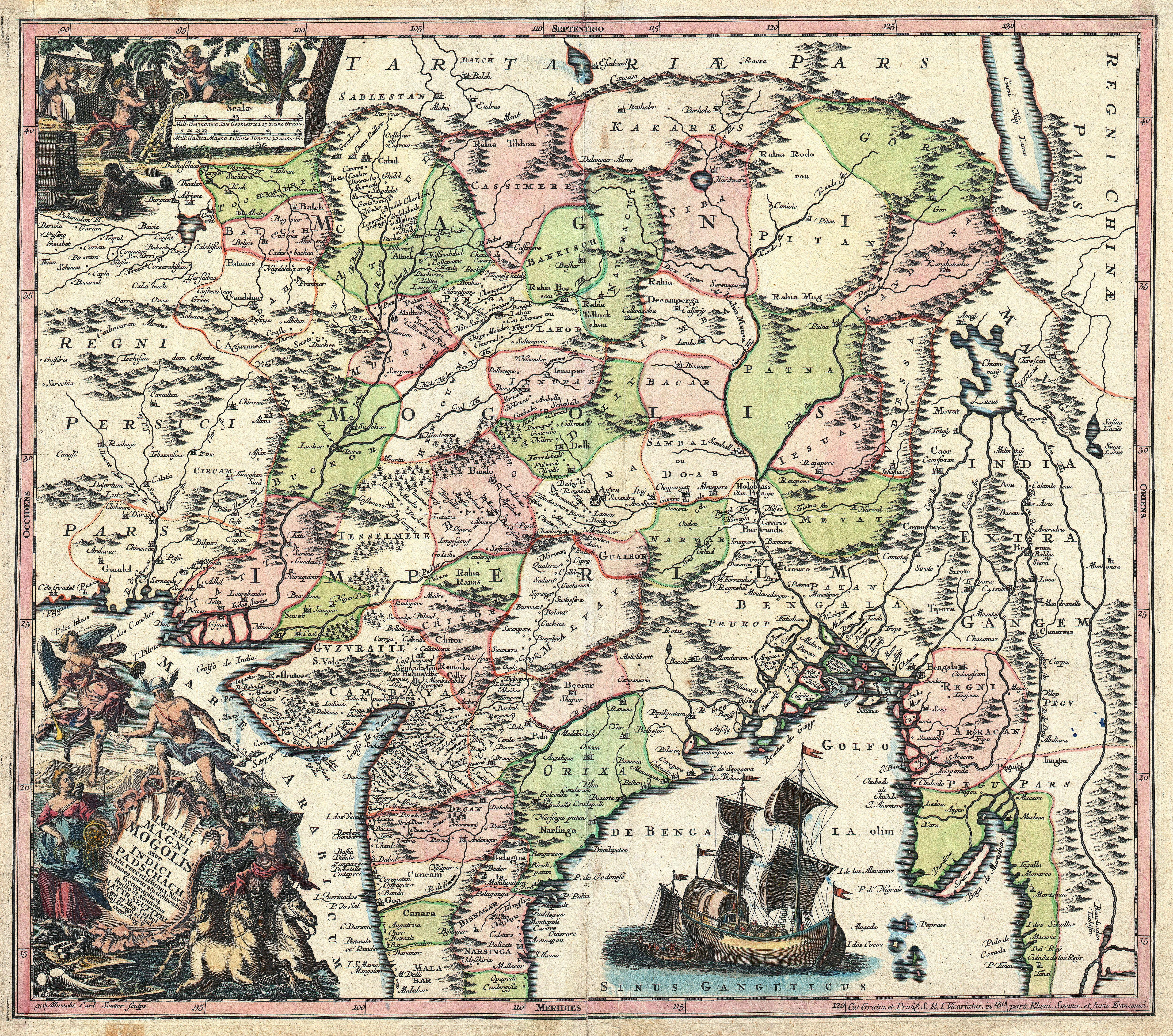
Německá mapa severní Indie z r. 1740, na níž je vyobrazeno Bengálsko Mughalské říše

Bengálská súba vznikla bezprostředně po dobytí Bengálského sultanátu Mughalskou říší. Již dřívější sultanát se de facto stal celosvětovou obchodních velmocí díky mezinárodnímu obchodu se střelným prachem. Obchod s tehdy velice žádaným prachem a dalšími komoditami učinilo z Bengálska nejbohatší region na celém indickém subkontinentu natolik, že bengálská před-industriální ekonomika vykazovala známky blížící se průmyslové revoluci. Obyvatelstvo provincie se těšilo nebývale vysoké životní úrovně a růstu bohatství. Východní Bengálsko se stalo celosvětově významné v průmyslových odvětvích jako byly výroba textilu či stavba lodí a byla velkým vývozcem hedvábných a bavlněných textilií, oceli, ledku, zemědělských a průmyslových výrobků, které se rozvážely do celého světa. Bengálsko bylo také jednou z příčin anglicko-mughalské války (1686–1690).
V bitvě u Palásí roku 1757, v níž hrstka Britů díky zkušenější taktice a zradě v navábově táboře porazila obrovskou přesilu Bengálců podporovanou Francouzi, vytvořila pro Velkou Británii v Bengálsku pevnou základnu, z níž mohla dál šířit svůj vliv na celou Indii. Britská Východoindická společnost a britská koruna díky tomuto úspěchu nadále postupovaly jednotněji, což umožnilo pravý počátek britské nadvlády v zemi a vytvoření britské koloniální říše v Asii.